# Rudolf Beckmann (SS-Mitglied)
Rudolf Beckmann (* 20. Februar 1910 in Osnabrück; † 14. Oktober 1943 im Vernichtungslager Sobibór) war ein deutscher SS-Oberscharführer im Vernichtungslager Sobibór. Er wurde während des Aufstands von Sobibór von Lagerinsassen erstochen.

## SS-Laufbahn
Beckmann war Mitglied der SS (SS-Nummer 305.721). Über sein frühes Leben ist nichts bekannt. Er war zunächst im Rahmen der Aktion T4 Leichenverbrenner in den NS-Tötungsanstalten Grafeneck und Hadamar, in denen die Kranken vergast wurden. In der „Aktion Reinhardt“ kam er ins Lager Sobibor, wo er hauptsächlich im Lager II als Leiter des Sortierkommandos, das Bekleidung sortierte, beschäftigt und für die Pferdehaltung zuständig war.

## In Sobibór
„Nachdem die ankommenden Juden auf der Rampe angelangt waren, mussten sie sich nackt ausziehen und alle Kleider sowie Gepäck zur Seite legen. Diejenigen, die nicht laufen konnten, wurden in Loren weggeschafft.“ Wenn dies nicht oder zu langsam geschah, wurden ihnen die Kleider mit Gewalt vom Leibe gerissen. Anschließend erging der Befehl, ins Badhaus (die Gaskammer) zu gehen. Davor mussten sie an einem Schalter vorbei, in dem Alfred Ittner saß, der ihnen alle Wertsachen wie Gold- und anderen Schmuck abnahm. Waren sie in der Gaskammer, kamen Walter Nowak und die Gebrüder Wolf, die die abgelegten Kleider in die nahegelegene Gepäck- und Sortierbaracke brachten. Anschließend kam das Kommando von Rudolf Beckmann und Paul Groth, die alle Papiere, Unterlagen sowie Gegenstände, die nicht in die Sortierbaracke kamen, in Säcke stopften und auf den Verbrennungsplatz brachten. Anschließend wurde der Boden geharkt. „Das alles musste in hohem Tempo geschehen, damit im Anschluss daran die nächste Gruppe Juden wiederum so schnell wie möglich vergast werden konnte.“
Er arbeitete auch als Verwaltungsleiter im sogenannten Forsthaus. Beim Aufstand von Sobibór war vorgesehen, dass Beckmann und der SS-Scharführer Thomas Steffl dort liquidiert werden sollten. Beide wurden während des Aufstands am 14. Oktober 1943 hinter ihrem Schreibtisch überrumpelt und von Chaim Engel und vom Kapo Pożyczki mit Messern getötet. Ihre Pistolen nahmen sie an sich. Beckmann wurde wie die anderen getöteten SS-Angehörigen auf dem Chełmer Soldatenfriedhof mit militärischen Ehren begraben. Den Nachlass von Beckmann ordnete Franz Suchomel.